# Công an thành phố Đà Nẵng
Công an thành phố Đà Nẵng là cơ quan Công an cấp thành phố trực thuộc Trung ương ở Việt Nam, thuộc hệ thống tổ chức của lực lượng Công an nhân dân Việt Nam tại Đà Nẵng. Công an thành phố Đà Nẵng có trách nhiệm tham mưu cho Bộ Công an, Thành ủy Đà Nẵng, Ủy ban Nhân dân Thành phố Đà Nẵng về bảo vệ an ninh quốc gia và giữ gìn trật tự, an toàn xã hội; chủ trì và thực hiện thống nhất quản lí Nhà nước về bảo vệ an ninh quốc gia, giữ gìn trật tự, an toàn xã hội trên địa bàn thành phố Đà Nẵng; trực tiếp đấu tranh phòng, chống âm mưu, hoạt động của các thế lực thù địch, các loại tội phạm và các vi phạm pháp luật về an ninh quốc gia, trật tự, an toàn xã hội; tổ chức xây dựng lực lượng Công an thành phố cách mạng, chính quy, tinh nhuệ và từng bước hiện đại.
- Trụ sở: Số 80 Lê Lợi, phường Thạch Thang, quận Hải Châu, thành phố Đà Nẵng

## Lịch sử

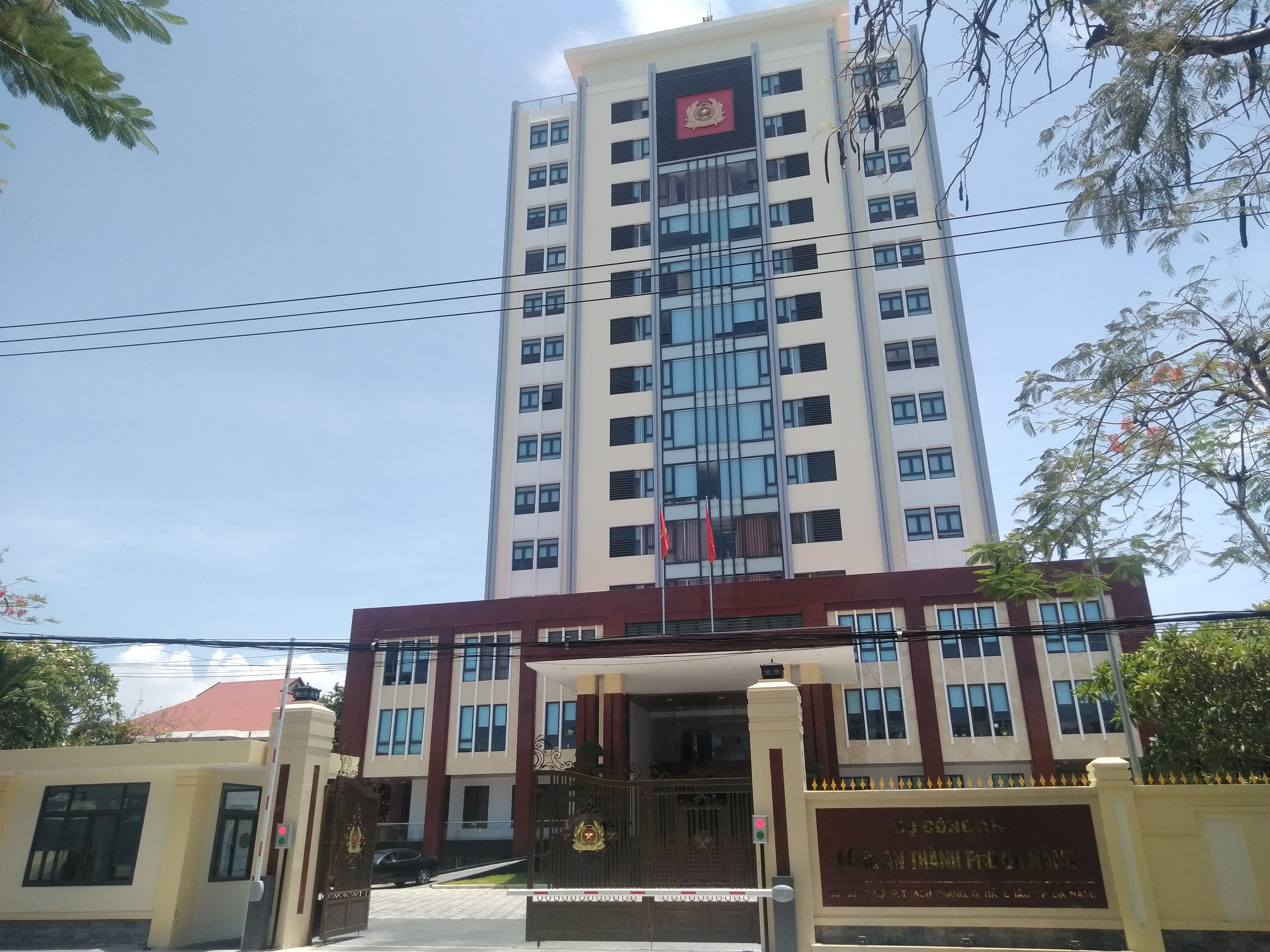
Trụ sở Công an thành phố Đà Nẵng

Sáng ngày 26 tháng 8 năm 1945 cuộc tổng khởi nghĩa tháng tám nổ ra tại Đà Nẵng và nhanh chóng giành được thắng lợi. Uỷ ban khởi nghĩa tuyên bố giải tán chính quyền tay sai, thành lập Chính quyền cách mạng. Ngày 26 tháng 8 năm 1945 trở thành ngày chính thức ra đời lực lượng Công an nhân dân thành phố Đà Nẵng. Sau này để thống nhất trong cả nước, Công an nhân dân Đà Nẵng vẫn lấy ngày ra đời là ngày 19 tháng 8 năm 1945.
Tháng 3 năm 1952, tỉnh Quảng Nam và thành phố Đà Nẵng hợp nhất thành tỉnh Quảng Nam - Đà Nẵng. Ty Công an Quảng Nam và Ty Công an Đà Nẵng hợp nhất thành Ty Công an Quảng Nam - Đà Nẵng.
Ngày 20 tháng 7 năm 1954, Hiệp định Giơnevơ được ký kết, Liên Khu uỷ V triệu tập cuộc họp khẩn cấp để phổ biến nội dung và biện pháp thi hành Hiệp định. Từ 21.7 đến 31.8.1954 Công an Quảng Nam - Đà Nẵng phải tiến hành nhiều nhiệm vụ công tác cấp bách để góp phần thi hành Hiệp định Giơnevơ như: giải quyết số can phạm ở các trại giam, xử lý hồ sơ lưu trữ, giải quyết số cán bộ chiến sỹ trong bộ máy công an tỉnh, bố trí cán bộ ở lại hoạt động... Đến ngày 30.8.1954, mọi công việc đã hoàn tất. Thường vụ Tỉnh uỷ triệu tập các ngành thông báo tình hình và chủ trương mới. Ty Công an đã giải thể, chỉ thành lập một Tổ Địch tình do Tỉnh uỷ phụ trách để tiếp tục hoạt động.
Tháng 3 năm 1961 Ban An ninh tỉnh Quảng Nam - Đà Nẵng được thành lập, do đồng chí Hoàng Tuấn Nhã làm trưởng ban.
Cuối năm 1967, tình hình cho phép chúng ta có thể chuyển cuộc chiến tranh cách mạng sang một thời kỳ mới, thời kỳ giành thắng lợi quyết định. Bộ Chính trị Trung ương Đảng chủ trương mở cuộc tổng tiến công và nổi dậy nhằm giáng một đòn sấm sét vào lực lượng và âm mưu xâm lược của Đế quốc Mỹ, bắt đầu từ mùa xuân 1968.
Trước tình hình và nhiệm vụ mới, tỉnh Quảng Đà và thành phố Đà Nẵng được xác định là trọng điểm của Khu V, vì vậy Khu ủy V quyết định sát nhập thành phố Đà Nẵng và tỉnh Quảng Đà thành Đặc khu Quảng Đà. Ban An ninh Đà Nẵng và Quảng Đà sát nhập thành Ban an ninh Đặc khu Quảng Đà. Đồng chí Võ Bá Huân - Phó ban An ninh Khu V được cử làm Trưởng ban An ninh Đặc khu Quảng Đà.
Từ sau ngày Đà Nẵng được chia tách thành thành phố trực thuộc Trung ương (1.1.1997) và được công nhận thành phố đô thị loại I cấp Quốc gia (năm 2003), Công an Công an Quảng Nam - Đà Nẵng đã được tách thành Công an tỉnh Quảng Nam và Công an thành phố Đà Nẵng.

## Lãnh đạo hiện nay
1. Bí thư Đảng uỷ, Giám đốc: Thiếu tướng nguyễn hữu hợp
2. Phó Bí thư Đảng ủy, Phó Giám đốc: Đại tá Trần Đình Liên[2]
3. Phó Giám đốc: Đại tá Nguyễn Văn Tăng[3]
4. Phó Giám đốc: Đại tá Trần Phòng
5. Phó Giám đốc: Đại tá Phan Văn Dũng[4]
6. Phó Giám đốc: Thượng tá Nguyễn Đại Đồng[5]

## Chức danh tư pháp hiện nay

#### Cơ quan An ninh điều tra
- Thủ trưởng: Thượng tá Nguyễn Đại Đồng, Phó Giám đốc Công an thành phố
- Phó Thủ tưởng thường trực: Trưởng phòng An ninh điều tra

#### Cơ quan Cảnh sát điều tra
- Thủ trưởng: Đại tá Nguyễn Văn Tăng, Phó Giám đốc Công an thành phố
- Phó Thủ trưởng thường trực: Chánh Văn phòng Cơ quan Cảnh sát điều tra
- Phó Thủ trưởng:

1. Trưởng phòng Cảnh sát điều tra tội phạm về trật tự xã hội
2. Trưởng phòng Cảnh sát điều tra tội phạm về tham nhũng, kinh tế, buôn lậu
3. Trưởng phòng Cảnh sát điều tra tội phạm về ma túy

#### Cơ quan quản lý thi hành án hình sự & Cơ quan quản lý tạm giữ, tạm giam
- Thủ trưởng: Đại tá Phan Văn Dũng, Phó Giám đốc Công an thành phố
- Phó Thủ trưởng thường trực: Trưởng phòng Cảnh sát thi hành án hình sự và hỗ trợ tư pháp

## Tổ chức

### Khối Cơ quan
- Khối An ninh
  1. Phòng An ninh đối ngoại (PA01)
  2. Phòng An ninh đối nội (PA02)
  3. Phòng An ninh chính trị nội bộ (PA03)
  4. Phòng An ninh kinh tế (PA04)
  5. Phòng An ninh mạng và phòng chống tội phạm sử dụng công nghệ cao (PA05)
  6. Phòng Kỹ thuật nghiệp vụ và Ngoại tuyến(PA06)
  7. Phòng Quản lý xuất nhập cảnh (PA08)
  8. Phòng An ninh điều tra (PA09)
  9. Phòng Tình báo (PB01)
- Khối cảnh sát
  1. Văn phòng Cơ quan CSĐT (PC01)
  2. Phòng Cảnh sát hình sự (PC02)
  3. Phòng Cảnh sát điều tra tội phạm về tham nhũng, kinh tế, buôn lậu, môi trường (PC03)
  4. Phòng Cảnh sát điều tra tội phạm về ma túy (PC04)
  5. Phòng Cảnh sát Quản lý hành chính về trật tự xã hội (PC06)
  6. Phòng Cảnh sát PCCC & CNCH (PC07)
  7. Phòng Cảnh sát giao thông (PC08)
  8. Phòng Kỹ thuật hình sự (PC09)
  9. Phòng Cảnh sát thi hành án hình sự và hỗ trợ tư pháp (PC10)
  10. Phòng Cảnh sát cơ động (PK02)
  11. Trại giam Hòa Sơn (PC11)
- Khối Hậu cần
  1. Phòng Hậu cần (PH10)
  2. Phòng KHTC (PH01)
  3. Bệnh viện Công an TP (PH06)
- Khối Xây dựng lực lượng
  1. Phòng Tổ chức cán bộ (PX01)
  2. Phòng Tham mưu (PV01)
  3. Thanh tra Công an thành phố Đà Nẵng (PX05)
  4. Trung tâm huấn luyện và bồi dưỡng nghiệp vụ Công an thành phố Đà Nẵng (PX02)
  5. Cơ quan UBKT Đảng ủy Công an thành phố (PX06)
  6. Phòng Hồ sơ (PV06)
  7. Phòng Công tác Đảng và công tác Chính trị (PX03)
  8. Chuyên đề Công an thành phố Đà Nẵng (PX04) (ấn phẩm của Báo Công an nhân dân từ ngày 01/03/2021)

### Khối Đơn vị trực thuộc
- Các đơn vị công an cấp xã của Đà Nẵng

## Khen thưởng
- Huân chương Chiến công hạng Ba[6]

## Lãnh đạo qua các thời kỳ

### Giám đốc qua các thời kỳ
| Tên            | Cấp bậc | Thời gian tại nhiệm | Ghi chú                                                                                          |
| -------------- | ------- | ------------------- | ------------------------------------------------------------------------------------------------ |
| Trần Văn Thanh |         | 1997 - 2001         | Vụ án tướng Trần Văn Thanh; sau là Thiếu tướng, Chánh Thanh tra Bộ Công an                       |
| Lê Ngọc Nam    |         | 2003 - 2005         | sau là Trung tướng, Phó Tổng cục trưởng Tổng cục Xây dựng lực lượng Công an nhân dân, Bộ Công an |
| Phan Xuân Sang |         | 2005 - 2010         |                                                                                                  |
| Nguyễn Văn Sơn |         | 2010 - 2015         | sau là Thượng tướng, Thứ trưởng Bộ Công an                                                       |
| Lê Văn Tam     |         | 2015 - 2018         |                                                                                                  |
| Vũ Xuân Viên   |         | 2018 - nay          | nguyên Cục trưởng Cục Tham mưu, Tổng cục Cảnh sát                                                |

### Phó Giám đốc qua các thời kỳ
| Tên               | Cấp bậc | Thời gian tại nhiệm | Ghi chú |
| ----------------- | ------- | ------------------- | --- |
| Nguyễn Đình Chính |         | 2004 - 2012         | nguyên Trưởng Công an quận Hải Châu |
| Lê Thanh Hải      |         | 2010 - 2019         | sau là Thiếu tướng, Phó Chánh Thanh tra Bộ Công an |
| Nguyễn Viết Lợi   |         | ? - 2014            | sau là Giám đốc Công an tỉnh Quảng Nam |
| Dương Cảnh Mai    |         | 2010 - 2011         | sau là Giám đốc Sở Cảnh sát Phòng cháy chữa cháy thành phố Đà Nẵng                                                                                             |
| Lâm Cao Luynh     |         | 2013 - 2015         | nguyên Trưởng Công an quận Sơn Trà |
| Nguyễn Văn Chính  |         | 2013 - 2020         | nguyên Trưởng phòng Cảnh sát điều tra tội phạm về trật tự quản lý kinh tế và chức vụ                                                                           |
| Trần Phòng        |         | 2014 - nay          | nguyên Trưởng phòng Hậu cần, Công an thành phố |
| Trần Mưu          |         | 2015 - 2022         | Thủ trưởng Cơ quan Cảnh sát điều tra Công an thành phố; nguyên Trưởng phòng Cảnh sát điều tra tội phạm về trật tự xã hội, Công an thành phố                    |
| Lê Quốc Dân       |         | 2015 - 2021         | nguyên Phó Hiệu trưởng Trường Trung cấp Cảnh sát nhân dân V |
| Trần Đình Liên    |         | 2016 - nay          | nguyên Trưởng Công an quận Sơn Trà |
| Trần Đình Chung   |         | 2018 - 2022         | sau là Thiếu tướng, Phó Cục trưởng Cục An ninh chính trị nội bộ, Bộ Công an Việt Nam; Tư lệnh cuối cùng của Sở Cảnh sát Phòng cháy chữa cháy thành phố Đà Nẵng |
| Lê Ngọc Hai       |         | 2018 - 2021         | nguyên Phó Giám đốc Cảnh sát Phòng cháy chữa cháy thành phố Đà Nẵng                                                                                            |
| Phan Văn Dũng     |         | 2020 - nay          | nguyên Phó Giám đốc Công an tỉnh Quảng Nam |
| Nguyễn Văn Tăng   |         | 2022 - nay          | nguyên Trưởng phòng Tổ chức Cán bộ Công an thành phố |
| Nguyễn Đại Đồng   |         | 2022 - nay          | nguyên Trưởng phòng An ninh văn hóa, thể thao, lao động, xã hội, Cục An ninh chính trị nội bộ, Bộ Công an Việt Nam                                             |

### Thủ trưởng Cơ quan An ninh điều tra qua các thời kỳ
| Tên             | Cấp bậc | Thời gian tại nhiệm | Ghi chú |
| --------------- | ------- | ------------------- | ------- |
| Lê Thanh Hải    |         | 2010 - 2015         |         |
| Trần Đình Liên  |         | 2016 - 2022         |         |
| Nguyễn Đại Đồng |         | 2022 - nay          |         |

### Thủ trưởng Cơ quan Cảnh sát điều tra qua các thời kỳ
| Tên               | Cấp bậc | Thời gian tại nhiệm | Ghi chú |
| ----------------- | ------- | ------------------- | ------- |
| Nguyễn Đình Chính |         | 2004 - 2012         |         |
| Trần Mưu          |         | 2015 - 3/2022       |         |
| Nguyễn Văn Tăng   |         | 3/2022 - nay        |         |

### Thủ trưởng Cơ quan quản lý Thi hành án hình sự, Thủ trưởng Cơ quan quản lý tạm giữ, tạm giam qua các thời kỳ
| Tên           | Cấp bậc | Thời gian tại nhiệm | Ghi chú                                    |
| ------------- | ------- | ------------------- | ------------------------------------------ |
| Phan Văn Dũng |         | 2022- nay           | nguyên Phó Giám đốc Công an tỉnh Quảng Nam |

## Cảnh sát Phòng cháy chữa cháy thành phố Đà Nẵng
Sở Cảnh sát Phòng cháy chữa cháy thành phố Đà Nẵng được thành lập ngày 19 tháng 7 năm 2011. Là cơ quan trực tiếp tham mưu giúp Bộ Công an, Thành ủy, UBND thành phố lãnh đạo, quản lý nhà nước về công tác phòng cháy và chữa cháy; tổ chức thực hiện công tác phòng và chữa cháy, tìm kiếm, cứu nạn, cứu hộ trên địa bàn thành phố.
Ngày 21 tháng 8 năm 2018, Sở Cảnh sát Phòng cháy chữa cháy Thành phố Đà Nẵng được sát nhập vào Công an thành phố Đà Nẵng, thành Phòng Cảnh sát PCCC và cứu hộ cứu nạn.

### Giám đốc Sở Cảnh sát Phòng cháy chữa cháy qua các thời kỳ
| Tên             | Cấp bậc | Thời gian tại nhiệm | Ghi chú                                       |
| --------------- | ------- | ------------------- | --------------------------------------------- |
| Dương Cảnh Mai  |         | 2011 - 2017         | nguyên Phó Giám đốc Công an thành phố Đà Nẵng |
| Trần Đình Chung |         | 2017 - 2018         | sau là Phó Giám đốc Công an thành phố Đà Nẵng |